# Nationalistische Partei (Island)
Die Nationalistische Partei (isländ.: Flokkur Þjóðernissinna) war eine isländische faschistische Kleinpartei vor und während des Zweiten Weltkriegs.
Gegründet wurde die Partei im März 1934 durch den Zusammenschluss der „Isländischen Nationalistischen Bewegung“ (einer Vereinigung antikommunistischer und antidemokratischer Agitatoren) und der „Isländischen Nationalistischen Partei“ (einer politisierten Splittergruppe der ersteren).
Ziel der offen antisemitischen Partei war der Schutz der ethnischen Identität der Isländer und die Vorherrschaft der arischen „Herrenrasse“. Sie war von korporatistischen Ideen geleitet und forderte eine Landwirtschaftsreform sowie staatliche Investitionen für eine weitere Industrialisierung Islands. Des Weiteren trat sie auch für die Abschaffung des Althing ein, um es durch ein korporatistisches Parlament zu ersetzen. Die Nationalistische Partei lehnte die politische „Links-Rechts-Dichotomie“ ab und stellte sich als eine radikale Alternative für die Politik Islands dar. Insgesamt stand sie der Ideologie des DNSAP-Führers Frits Clausen näher als der Adolf Hitlers, zumal es keine Anhaltspunkte weder für eine deutsche Einflussnahme auf die Nationalistische Partei noch für eine Bezugnahme der isländischen Faschisten auf die NSDAP gibt.
Die Partei missbrauchte regelmäßig die Kundgebungen zum Ersten Mai, um ihre Parteimitglieder
in grauen Hemden und Armbinden mit rotem Hakenkreuz und sowohl der isländischen als auch der Hakenkreuz-Flagge aufmarschieren zu lassen.
Die Partei war Herausgeberin der Zeitung Island und der Periodika Mjølnir (benannt nach Thors Hammer).
Das im Nationalsozialismus sehr stark ausgeprägte Führerprinzip wurde von der Partei nicht wirklich übernommen; während ihres verhältnismäßig kurzen Bestehens hatte die Bewegung vier verschiedene „Führer“. Der Einfluss der Nationalistischen Partei blieb marginal, lediglich in der Studentenvertretung der Universität von Island war sie für vier Jahre mit einem Sitz vertreten. Aufmerksamkeit erregte die Partei 1936, als sie an eine Tagebuchkopie des Finanzministers gelangte und Teile daraus in ihrer Zeitung Island veröffentlichte. Daraufhin wurden die Parteibüros von der Polizei gestürmt und führende Parteimitglieder inhaftiert, obwohl zunächst keine Beweise gefunden worden waren.
Für die Nationalistische Partei, die nie mehr als 450 Mitglieder zählte, bildete dieser Vorfall den Anfang ihres Endes. Nach 1938 marschierte die Partei nicht mehr zum Tag der Arbeit auf, die „Ziele der Nationalistischen Partei“ waren die letzte größere Publikation, abgesehen von sporadischen Ausgaben der Parteizeitung Island. Im Winter 1939 wurde in Reykjavík ein Debattierclub eingerichtet, der aber keine Resonanz fand. Von da an gab es nur noch lokale Treffen einzelner Parteizellen. Die Partei wurde 1944 formal aufgelöst, als die Niederlage der Achsenmächte absehbar war.